# ブラックタウン・ベースボールスタジアム
ブラックタウン・ベースボールスタジアム（Blacktown Baseball Stadium）は、オーストラリアのニューサウスウェールズ州ルーティヒルにあるスタジアムである。
1999年に翌2000年のシドニーオリンピックの野球競技で第2野球場として使用するためにオープン。全てのソフトボール競技でも使用された。2002年からクラクストン・シールドの開催球場となっている。また、2010年11月からオーストラリアン・ベースボールリーグのシドニー・ブルーソックスの本拠地となった。